# Hecho en México (álbum)
Hecho en México es el nombre del decimosexto álbum de estudio del cantante mexicano Alejandro Fernández, lanzado el 14 de febrero de 2020 por Universal Music México. Tuvo nominaciones al Premio Lo Nuestro por Álbum del Año, y al Grammy por Mejor Álbum Regional Mexicano. Logró ganar un Grammy Latino en 2020 por Mejor Álbum Ranchero y un Latin American Music Award al icono.

## Posicionamiento en listas
| País           | Lista                             | Posición | Ref.  |
| -------------- | --------------------------------- | -------- | ----- |
| Canadá         | Canadian Albums                   | 88       | [ 1 ] |
| España         | Spanish Top Albums                | 1        | [ 2 ] |
| Estados Unidos | Billboard Regional Mexican Albums | 1        | [ 1 ] |
| Estados Unidos | Billboard Top Latin Albums        | 1        | [ 3 ] |
| México         | Top Álbum en Español Semanal      | 1        | [ 4 ] |

## Lista de canciones
Créditos adaptados de Apple Music.

| N.º   | Título                               | Escritor(es)                                                       | Duración |  |
| 1.    | «A que sabe el olvido»               | Joss Favela                                                        | 3:13     |  |
| 2.    | «Caballero»                          | José Luis Roma                                                     | 3:49     |  |
| 3.    | «Decepciones»                        | Rodolfo Edén Muñoz Cantú                                           | 3:44     |  |
| 4.    | «Te olvidé»                          | Francisco "El Gallo" Elizalde · Roberto "El Serebro" Álvarez Gómez | 3:06     |  |
| 5.    | «Más no puedo» (con Christian Nodal) | Christian Nodal                                                    | 3:42     |  |
| 6.    | «Mudanza a la luna»                  | Espinoza Paz                                                       | 3:48     |  |
| 7.    | «Por tu adiós»                       | Luís Carlos Monroy · Manu Moreno                                   | 4:05     |  |
| 8.    | «Mentí» (con Vicente Fernández)      | Oliver Ochoa López                                                 | 3:16     |  |
| 9.    | «La mesa 20»                         | Jaime Flores · Luís Carlos Monroy                                  | 2:40     |  |
| 10.   | «Hasta en mis huesos»                | Jorge Massias                                                      | 4:04     |  |
| 11.   | «Nuestro gran secreto»               | Brian Sandoval                                                     | 2:23     |  |
| 39:50 |                                      |                                                                    |          |  |

| Edición Especial |                                |              |          |  |
| N.º              | Título                         | Escritor(es) | Duración |  |
| 12.              | «No lo beses» (Mariachi)       |              |          |  |
| 13.              | «No prenderé la luz»           |              |          |  |
| 14.              | «Duele» (con Christian Nodal)  |              |          |  |
| 15.              | «Ibas de salida»               |              |          |  |
| 16.              | «Decepciones» (con Calibre 50) |              |          |  |
| 17.              | «Eso y más»                    |              |          |  |

## Certificaciones
| Región             | Certificación    | Ventas  |
| ------------------ | ---------------- | ------- |
| Colombia (ASINCOL) | Oro              | 10,000  |
| México (AMPROFON)  | 2x Platino + Oro | 150 000 |